# حجرة بيئية

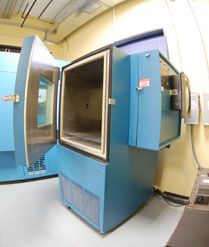
حجرة بيئية.

الحجرة بيئية أو الحجرة المناخية هي حجرة مغلقة لاختبار تأثير أوضاع معينة علي أشياء بيلوجية، منتجات صناعية، مواد، أجهزة كهربائية، ومكونات.

## إستخدمات
1. اختبار لتأثير عوامل البيئية و الجوية علي عينة.
2. تحضير العينات لإجراء اختبارات فيزيائية و كيميائية عليها.

## أنواع
1. حجرات تبريد ميكانيكية.
2. حجرات تبريد باستخدام النيتروجين.